# Чемпионат России по боксу среди женщин 2012
Чемпионат России по боксу среди женщин 2012 года проходил в Оренбурге с 15 по 21 октября. В соревновании приняли участие более 170 спортсменок, разыгравшие награды в 10 весовых категориях.

## Медалисты
| Весовая категория | Золото                                                     | Серебро                                                      | Бронза                                                                                          |
| ----------------- | ---------------------------------------------------------- | ------------------------------------------------------------ | ----------------------------------------------------------------------------------------------- |
| до 48 кг          | Зоя Исаева Якутия                                          | Кристина Неежлева Челябинская область                        | Гаянэ Панян Москва / Ульяновская область Екатерина Пинигина Забайкальский край                  |
| до 51 кг          | Светлана Солуянова Ульяновская область                     | Александра Кулешова Московская область                       | Анастасия Бойко Иркутская область Ульяна Кошкарова ХМАО                                         |
| до 54 кг          | Екатерина Сычёва Оренбургская область                      | Лилия Аетбаева Кемеровская область                           | Людмила Шахова Оренбургская область Татьяна Зражевская Воронежская область                      |
| до 57 кг          | Зинаида Машкова Забайкальский край                         | Мария Сартакова Челябинская область                          | Алина Лысяк Москва Наталья Самохина Новосибирская область                                       |
| до 60 кг          | Анастасия Белякова Челябинская область                     | Виктория Гуркович Оренбургская область / Ульяновская область | Виктория Искандарова ЕАО Наталья Шадрина Бурятия                                                |
| до 64 кг          | Елена Савельева Оренбургская область / Ульяновская область | Елена Устинова Башкортостан / Алтайский край                 | Вера Студенкова Кемеровская область Александра Ордина Санкт-Петербург                           |
| до 69 кг          | Саадат Абдулаева Москова                                   | Мария Уракова Москва                                         | Юлия Николаева Ставропольский край Анастасия Шимшарева Ставропольский край / Забайкальский край |
| до 75 кг          | Ярослава Якушина Краснодарский край                        | Светлана Косова Ставропольский край                          | Любовь Пашина ХМАО Любовь Лопатина Ставропольский край                                          |
| до 81 кг          | Елена Кузина Москва                                        | Валентина Михайлина ХМАО                                     | Ольга Ермилина Ульяновская область Дарья Иванова Забайкальский край                             |
| свыше 81 кг       | Ирина Синецкая Московская область / Ставропольский край    | Виктория Крылова Республика Коми                             | Анна Мелихова Санкт-Петербург Зенфира Магомедалиева Дагестан                                    |